# Сайсіят
Сайсіят (кит.: 賽夏; піньїнь: Sàixià; Wade–Giles: Sai4 Hsia4; «true people»), також написані як Саісіат — корінний народ Тайваню. У 2000 році сайсіят нараховував 5 311 осіб, що становило приблизно 1,3 % від загальної кількості корінного населення Тайваню, що робило їх однією з найменших груп тубільців у країні. Сайсіяти населяють Західний Тайвань, перекриваючи кордон між округами Сіньчжу та округами Мяолі. Вони поділяються на північну гілку (Уфонг у гірському районі Синьчжу) та південну гілку (Наньчжуан і Шитан у високогір'ї Мяолі), кожна з яких має свій власний діалект. Їхня мова також відома як сайсіят.

## імена
Сайсіят іноді передається як сайсет, сеісірат, сеісетт, саісіат, саісіетт, саісірат, саіиет, саісиетт, амутоура або буйок.

## Історія
Серія серйозних конфліктів між Королівством Туннінг і народом сайсіят призвела до того, що сайсіят були майже знищені, а велика частина їхньої землі опинилася в руках королівства. Подробиці конфліктів залишаються загадковими, однак історики сходяться на думці, що результат був негативним для сайсіятів.
Першою жертвою білого терору з числа аборигенів був Джих Чінчун, представник сайсіятів, страчений у 1952 році.

## Культура
Сайсіяти проводять фестиваль під назвою Паста'ай кожні два роки.

### Поява народу за легендами
У давні часи люди були створені Богом і жили на первісній землі. Потім раптово сталася повінь, і люди розсіялися всюди, не знаючи, що станеться. Потім чоловік сів на ткацький верстат і поплив до гори Айрубія. У горах був бог на ім'я Отспоехобонг (Оопенхабун). Бог схопив раптом чоловіка. Побоюючись, що повінь призведе до вимирання людей, бог убив уцілілого, стукав його тіло, проспівав заклинання та кинув тіло розчленованого трупа в море. Плоть перетворилася на людей. Це були предки сайсіятів, названі богом сясят. Тоді бог розрізав йому кишки і кинув у море. Кишечники перетворилися на людей. Вони були предками тайванців… Потім його кістки викинули в море. Кістки теж перетворилися на людей. Вони були предками незламного народу атаялів. 